# 390° of Simulated Stereo
390° of Simulated Stereo è una raccolta di live dei primi anni di attività dei Pere Ubu, pubblicata nel 1981 dalla Rough Trade Records.

## Tracce
1. "Non"-alignment Pact – 3:45
2. Street Waves – 4:08
3. Real World – 4:05
4. My Dark Ages – 5:32
5. Modern Dance – 3:33
6. Humor Me – 2:44
7. Heart of Darkness – 4:07
8. Laughing – 5:15
9. Can't Believe It – 2:16
10. Over My Head – 4:46
11. Sentimental Journey – 4:53
12. 30 Seconds Over Tokyo – 5:42

## Formazione
- David Thomas - voce
- Tom Herman - chitarra, basso
- Peter Laughner - chitarra, basso
- Tim Wright - basso
- Scott Krauss - batteria
- Tony Maimone - basso
- Allen Ravenstine - EML sintetizzatore